# Пийл (река)
Пийл (на английски: Peel River) е река в северозападна Канада, територия Юкон и Северозападни територии, ляв приток на река Маккензи. Дължината ѝ от 684 km ѝ отрежда 43-то място сред реките на Канада.
Река Пийл се образува от сливането на реките Огилви (ляв) и Блакстоун (десен), водещи началото си от планината Огилви, разположена североизточно от течението на река Юкон, на 409 м н.в. и на 65°51′12″ с. ш. 137°15′17″ з. д. / 65.853333° с. ш. 137.254722° з. д., в северната част на територия Юкон. Първите, близо 200 км, до устието на река Снейк, реката тече на изток и тук получава отдясно най-големите си притоци – реките Харт, Уинд, Бонет Плум и Снейк. След това реката завива на север, като тече покрай източните склонове на планината Ричардсън, навлиза в Северозападни територии и се влива отлява в делтата на река Маккензи, на 15 м н.в.
Площта на водосборния басейн на реката е 73 600 km2, който представлява 4,1% от целия водосборен басейн на река Маккензи.
Основните притоци на река Пийл са:
В територия Юкон:
- Огилви (ляв)
- Блакстоун (десен)
- Харт (десен)
- Каньон Крийк (ляв)
- Уинд (десен, 200 км)
- Бонет Плум (десен, 350 км)
- Снейк (десен, 300 км)
- Браун Беър Крийк (десен)
- Карибу (ляв)
- Роуд (ляв)
- Трейл (ляв)
- Сата (десен)

В Северозападни територии:
- Витеркуа (ляв)
- Стони Крийк (ляв)

Многогодишният среден дебит на реката в устието ѝ е 103 m3/s. Максималният отток е през юни-юли, а минималният е през януари-февруари. Подхранването на реката е предимно снегово. От октомври до май, началото на юни реката е скована от ледена покривка.
Река Пийл и голяма част от нейния водборен басейн е едно от малкото девствени места на планетата, останали незасегнати от човешката дейност. По нейното течение и в целия ѝ водосборен басейн има едно-единствено селище – градчето Форт Макферсън (776 жители), разположено на 35 км преди устието на реката.
Устието на реката е открито на 10 юли 1789 г. от шотландския пътешественик Александър Маккензи, по време на плаването му надолу по река Маккензи. В началото на 1840-те години топографът на „Северозападната компания“, занимаваща се търговия на ценни животински кожи А. К. Айсбастър (англ. Isbester) открива и изследва Пийл до устието на десния ѝ приток река Снейк. През 1845 г. той издава карта на басейна на Пийл, на която реката е кръстена от него в чест на тогавашният, 31-ви (1841 – 1846) премиер-министър на Великобритания сър Робърт Пийл (1788 – 1850).